# Nana Rosenørn Holland Bastrup

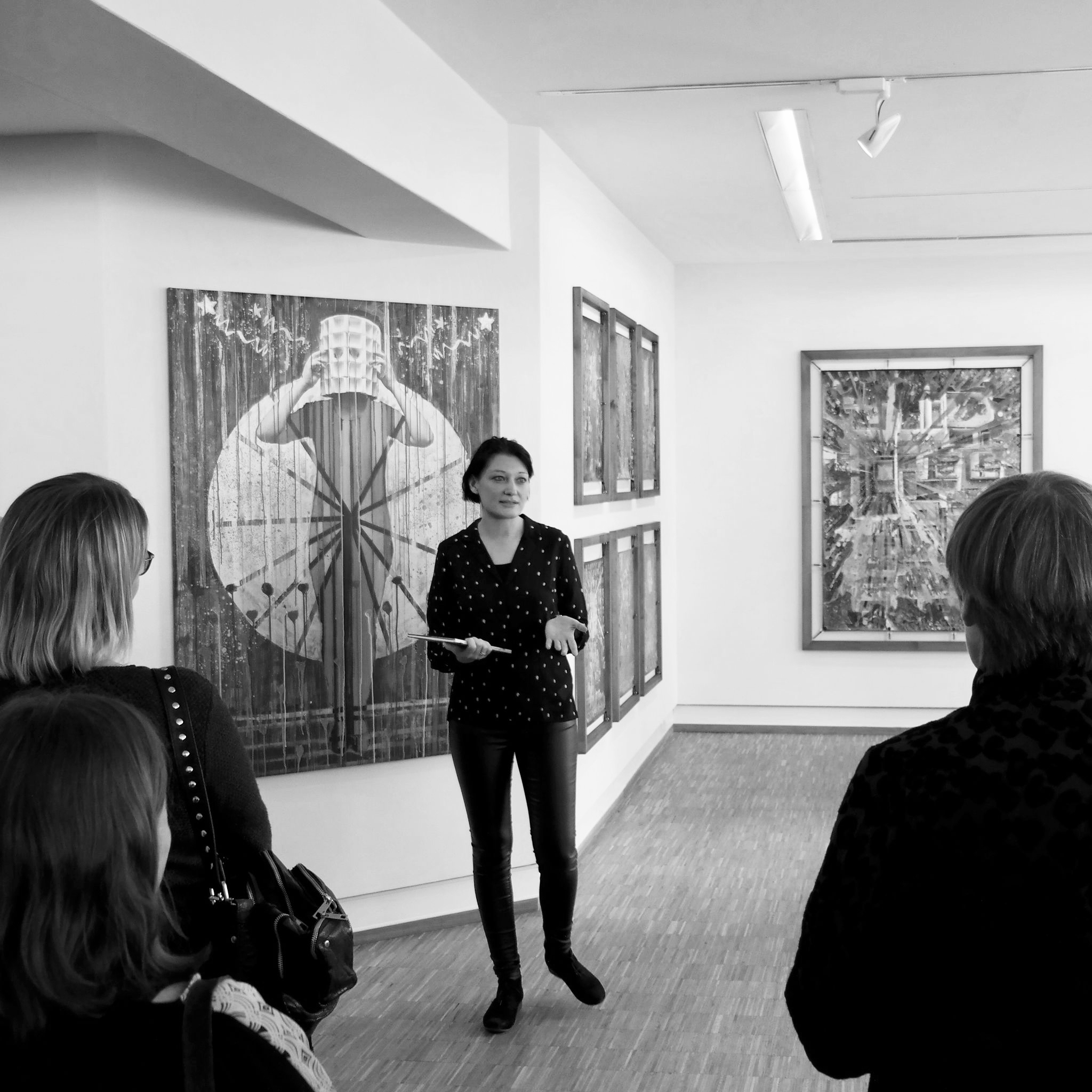
Nana RHB. Eröffnungsrede zur Ausstellung „Polykrome Forklædninger“, galleri NB, Viborg 2019

Nana Rosenørn Holland Bastrup (kurz: Nana Bastrup), auch bekannt unter dem Künstlernamen Nana RHB, geboren am 25. Februar 1987 in Kopenhagen, Dänemark, ist eine dänische Bildende Künstlerin, die in Kopenhagen lebt und arbeitet. Sie ist Teil des Künstlerduos Enfants Terribles, Mitbegründerin von Popdada.

## Ausbildung
Sie studierte von 2010 bis 2015 an der Hochschule für bildende Künste Hamburg in der Klasse von Prof. Jeanne Faust und Prof. Pia Stadtbäumer und im Jahr 2013 an der Akademie der bildenden Künste Wien bei Prof. Florian Reither von der Künstlergruppe Gelitin.

## Ausstellungen
Sie nahm an Aktionen und Ausstellungen teil, unter anderem auf dem Außenplateau der Hamburger Kunsthalle, im Altonaer Museum, Museum auf Koldinghus, Kunsthalle Aarhus und in Galerieausstellungen zusammen mit Künstlern wie Bernd Arnold, Jim Avignon, Christopher Lehmpfuhl, Marc Lüders, Julie Nord, MatWay, Enfants Terribles, Markus Vater und Franziskus Wendels. 2020 nahm sie an der Changwon Sculpture Biennale in Südkorea teil.

## Stipendien
2011–2012 erhielt sie als eine der Ersten das Deutschlandstipendium von der Hochschule für bildende Künste Hamburg, 2014–2015 ein einjähriges Arbeitsstipendium im Künstlerhaus Meinersen von der Bösenberg-Stiftung und 2016 ein sechsmonatiges Arbeitsstipendium im Künstlerhaus in Cuxhaven.

## Veröffentlichungen
- 2022: REMIX #7 - Matvey Slavin, Nana RH Bastrup und Per Holland Bastrup Texte: Inge Skjødt, Simon Bang, Jacob Hoff. Verlag: kunstmix Kopenhagen, Dänemark ISBN 978-87-93898-03-5.
- 2020: Maleri + Møbleri - Nana Rosenørn Holland Bastrup und Per Holland Bastrup Text: Matvey Slavin. Verlag: kunstmix Kopenhagen, Dänemark ISBN 978-87-93898-02-8.
- 2019: 99 Rememberings Text: Tom Jørgensen. Verlag: kunstmix Kopenhagen, Dänemark ISBN 978-87-93898-01-1.
- 2019: Polykrome Forklædninger Text: Trine Ross. Verlag: Galerie NB, Viborg, Dänemark ISBN 978-87-90832-13-1.
- 2017: Aus der Natur - Nana ET Matvey + Maike Gräf Text: Friedrich Holtiegel. Verlag: Kunstverein Barsinghausen, Deutschland ISBN 978-3-945527-08-5.
- 2015: Footwork Text: Kerstin Hengevoss-Dürkop, John Czaplicka, Matthias Schatz. Verlag: Galerie Hengevoss-Dürkop, Hamburg, Deutschland ISBN 978-3-00-049805-3.
- 2014: Enfants Terribles - Kinder der Louise B. Text: Friedrich Holtiegel, Joachim Voß. Verlag: Kunstverein Barsinghausen, Deutschland ISBN 978-3-945527-00-9.

2012: Enfants Terribles Text: Till Bräuning. Verlag: Bräuning Contemporary, Hamburg, Deutschland ISBN 978-3-00-039981-7.